# Sibon carri
Sibon carri är en ormart som beskrevs av Shreve 1951. Sibon carri ingår i släktet Sibon och familjen snokar. Inga underarter finns listade i Catalogue of Life.
Arten förekommer i Guatemala, Honduras och El Salvador. Honor lägger ägg.